# 格林威治大學
51°29′06″N 0°00′14″W / 51.485111°N 0.003905°W
格林威治大學是一所創立於1890年的英國公立大學，前身為伍利奇理工學院及泰晤士理工學院，是英國創辦的第二所理工學院，於1992年改為格林威治大學，位於英格蘭倫敦東南部及根德郡北部，是英國規模最大的10所大學之一。其中包括最具規模，佔聯合國世界遺產格林威治皇家海軍學院部分建築的格林威治校園。該校為綜合性大學，其中建築與園林設計、施工管理、健康學、會計與金融、觀光、製藥學、護理與產科學等都是該校十分熱門的專業，商學院是格林威治大學規模最大的學院。該校亦為英國獲得研究收入和諮詢收入最高的大學之一。
因格林威治校園建築特色，有許多電影於該校取景，包含聯合王國、王者之聲、悲慘世界、黛妃與女皇、雷神索爾2：黑暗世界及格列佛遊記等。

## 歷史
格林威治大學創立於1890年，原名為伍利奇理工學院，為英國第二所理工學院，1970年時與漢默史密斯藝術及建築學院合併為泰晤士理工學院，在接下來的數年，並與達特福德學院（1976）、艾佛利丘學院（1985）、加內特學院（1987）合併，並與部分的金匠學院與倫敦城市學院（1988）學系進行合併。
1992年，由英國政府賦予泰晤士理工學院大學地位，並於1993年改名為格林威治大學。
1993年1月1日，泰晤士大學衛生保健研究學院本身由三所本地護理和助產培訓學校合併而成，與新指定的格林威治大學正式合併，成為該大學的全職教師。
於1996年前英國政府的研究機構自然資源研究所（NRI）併入格林威治大學。
2001年，大學放棄了伍爾維奇(Bathway Quarter)的歷史悠久的主校區，並遷至格林威治的當前主校區。

## 校園

#### 格林威治校園區

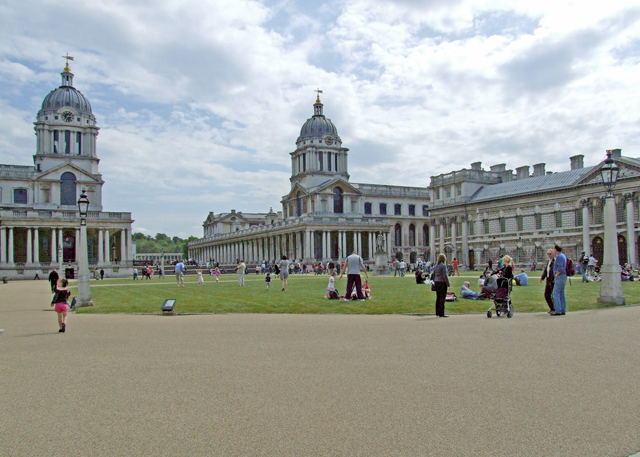
格林威治校園

格林威治校區主要位於舊皇家海軍學院，它在90年代由皇家海軍出售。這裡有商學院和文學院。格林威治校區是三個校區中最大的，位於泰晤士河河畔的世界遺產。它以17世紀末克里斯托弗·雷恩爵士為皇家海軍設計的三座巴洛克式建築為中心。研究和社交空間，經過2500萬英鎊的翻新工程，將於2018年秋季開放。校園在斯托克韋爾街（Stockwell Street）設有一個大型圖書館，裡面藏有大量書籍和期刊，語言實驗室和300台PC的計算機設施。其他設施包括專門的計算機實驗室，包括位於無畏湖中心的一個計算機實驗室，一間電視演播室和編輯室。斯托克韋爾街大樓的斯蒂芬·勞倫斯畫廊展示了當代藝術家的作品，並與設計學院相連。
格林威治校區講授以下主題：
- 建築，景觀和建築環境
- 商業
- 計算，數學和信息技術
- 人文與社會科學
- 法律與犯罪學
- 媒體與創意藝術
- 一些健康和教育課程，包括兒童和青年研究，社區研究，諮詢，心理學，社會工作和一些教學課程

##### 艾維校園區

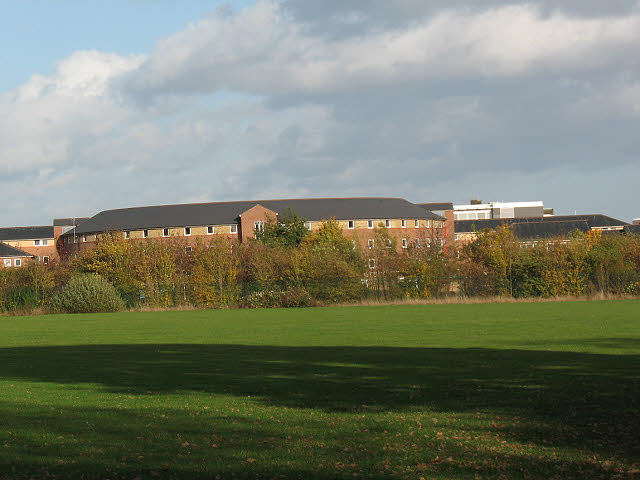
艾維校園

艾維校區包括兩個站點，公館區和索思伍德區。兩者都位於倫敦東南部格林威治皇家自治市的86英畝的艾維公園。這裡有教育和健康學院。校園以其教學和體育設施而聞名。在2017年格林威治大學在艾弗里山校區投資了1400萬英鎊，建造了兩棟新大樓，四個臨床技能實驗室和兩個泛光照明的全天候運動場。
艾維校區講授以下主題：
- 成人護理和輔助醫學
- 兒童護理
- 終身學習教育
- 心理健康護理
- 體育與運動
- 小學教育
- 體育科學

##### 梅德韋校園區

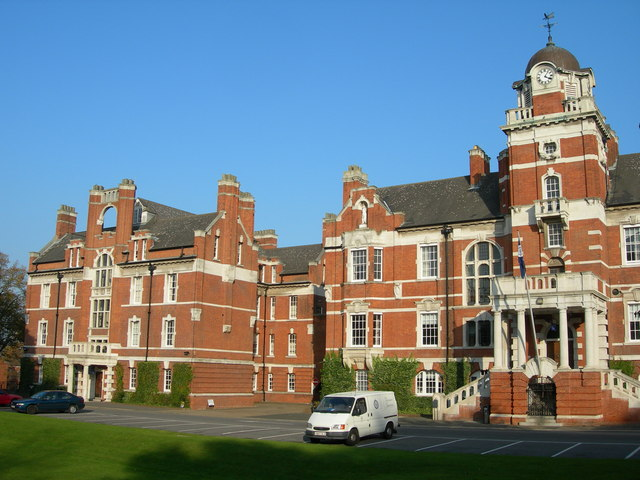
梅德韋校園

梅德韋校區擁有豐富的海軍歷史。它的紅磚建築以前是皇家海軍基地。納爾遜（Nelson）的旗艦HMS Victory建於查塔姆（Chatham）的歷史造船廠。它建築於1903年。這裡有工程和科學學院。當中有一所自然資源研究所，該研究所主要研究自然和人力資源。它也是梅德韋藥學院的所在地，而且也是格林威治大學和肯特大學共同運營的聯合學校。梅德韋校區擁有豐富的海軍歷史。它的紅磚建築以前是皇家海軍基地。納爾遜（Nelson）的旗艦HMS Victory建於查塔姆（Chatham）的歷史造船廠。

格林威治大學的後草坪地

梅德韋校區講授以下主題：
- 成人護理和輔助醫學
- 工程
- 地理
- 生命科學
- 製藥，化學和環境科學

## 學系組織
- 文理學院 - 研究,專業和學術興趣廣泛的學科的所在地,涵蓋建築,創意藝術,計算機和數字藝術,數學,歷史,法律,政治和人文學科。[8]
- 商學院 - 本科和研究生商務課程將教學與工作實習，商務模擬和客座演講相結合。[9]
- 教育健康與人文科學學院 - 致力於鼓舞人心的學習，將教學與工作實習和有影響力的研究相結合。[10]
- 工程與科學學院 - 將教學與工作實習和有影響力的研究相結合。[11]

女王府(Queen's House)在兩座大學建築之間。在天際線在距離學院800米的地方，在栗樹大道的盡頭豎立著詹姆斯·沃爾夫雕像，在右側可以看到格林威治皇家天文台

## 學生生活
格林威治校區靠近佔地74公頃的格林威治公園，可欣賞倫敦美景- 格林威治皇家天文台位於頂部。斯托克韋爾街大樓於2014年開放，現在是校園圖書館，電影和電視演播室以及最先進的編輯套件的所在地。無畏大廈是格林威治校區的中心樞紐，設有進一步的教學和社交空間。.

艾利山校區的學生村可容納約1,000名學生。酒店內的設施包括咖啡廳，餐廳，商店，自助洗衣店，自行車停車場和健身房。.

梅德韋校區為學生提供住宿，包括五個學生宿舍的350個房間。.

### 學生會

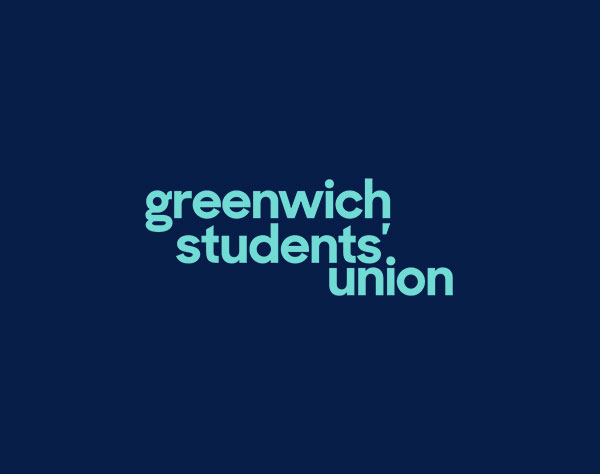
格林威治大學學生會的徽標

格林威治大學學生會（GSU）成立於1992年，大學前身是伍里奇理工學院及泰晤士理工學院。

格林威治大學學生會是一個由學生經營的民主組織，為擁有20,000多名成員的學生提供服務，以代表大學對各級學生的看法並為其成員提供支持服務。

在2019年10月，GSU學生會投票要求大學宣布氣候緊急情況，並要求大學和工會可持續性策略與學生協商。這項號召性行動旨在加快大學在實現碳中和方面的努力。
GK Unions是格林威治大學學生會和梅德韋校園內的肯特學生會之間的合作夥伴關係。.
GK工會是格林威治大學和肯特大學學生會的統稱（以前是UMSA梅德韋學生協會的大學）。它是在查塔姆海事校園學習的所有學生的代表團體和服務提供者。如果學生是格林威治大學或肯特大學的註冊學生，則自動成為該協會的成員。。

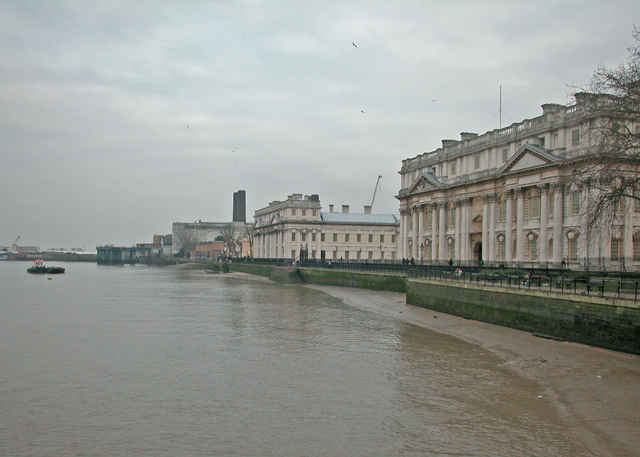
主要學習建築物在泰晤士河附近

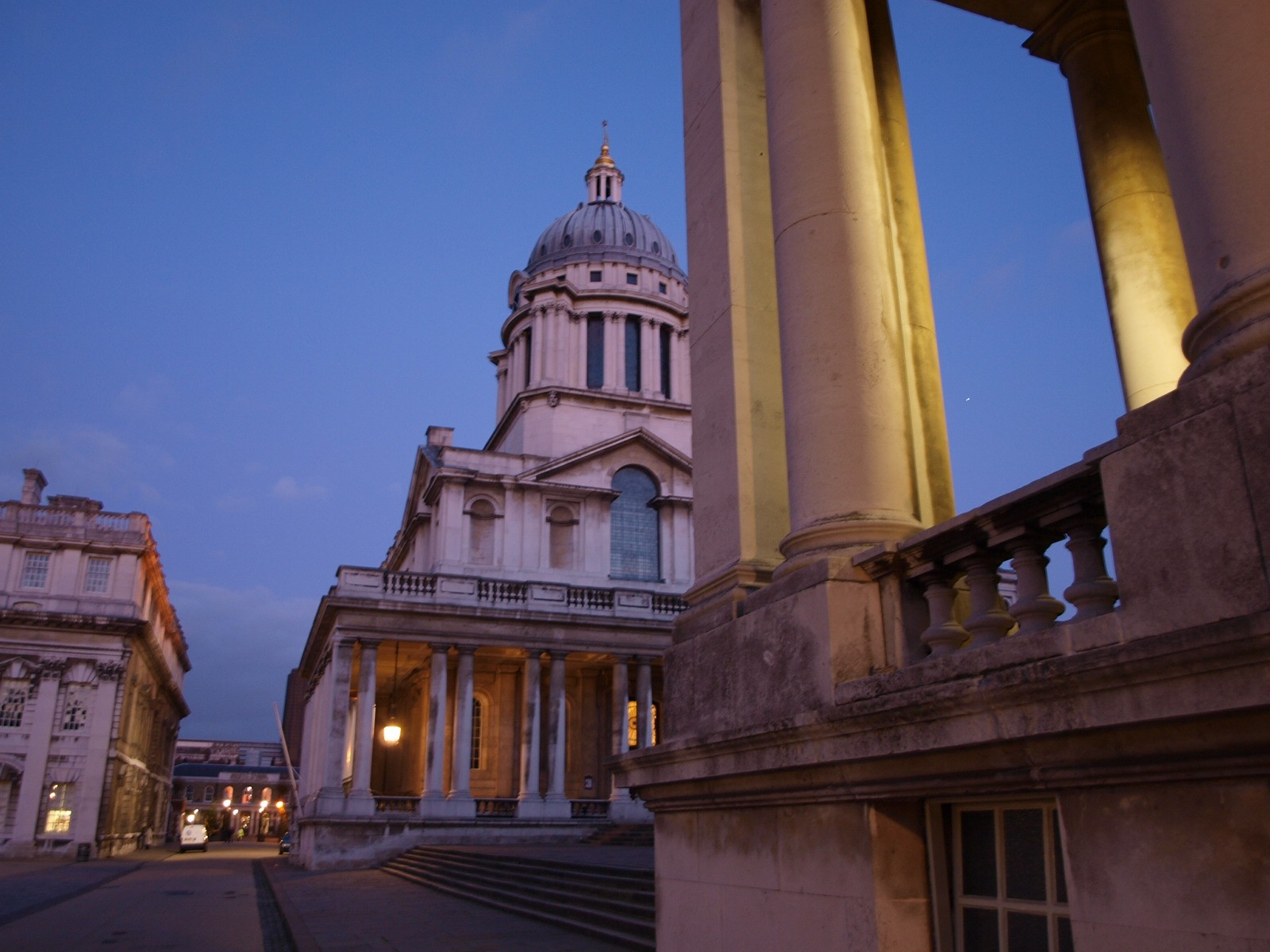
格林威治大學瑪麗皇后區

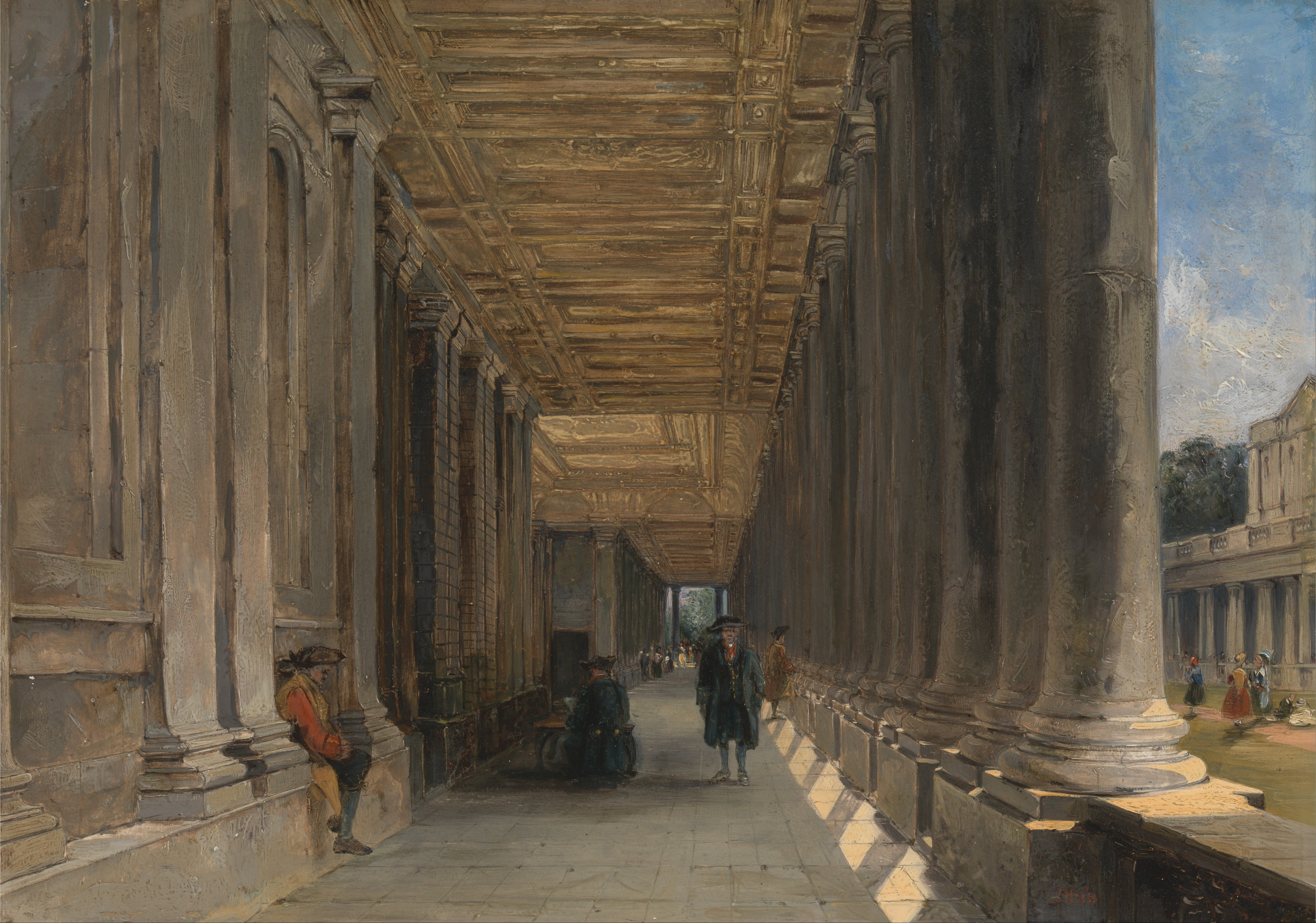
英國藝術家James Holland於1987年前畫下皇家海軍學院瑪麗皇后的柱廊

## 學術
2012年，該大學被《人物與星球綠色聯盟》表評為英國最綠色的大學。2019年，格林威治大學在英國排名第14，在倫敦排名第3。
至2014到2019年,格林威治大學一直得到了卓越教學框架（TEF）高等教育中的銀級認證.

在2020泰晤士高等教育(THE)大學影响排名當中.格林威治大學繼續在全球大學社會，環境和經濟（可持續性）排名中名列世界前200名，在以下類別中表現尤其出色：
- 減少不平等現象（第68位）
- 負責任的消費和生產（第24位）
- 氣候行動（第75位）
- 陸上生活（第66位）
- 目標夥伴關係（第77位）

## 獎項
在2019年，格林威治大學因其在英國和國際上對抗人類和動物疾病的害蟲管理和控制研究而獲得女王周年獎。
自2014年以來，該大學在Teaching Excellence Framework高等教育卓越教學框架(TEF)中被評為銀獎。

## 知名校友
物理學家、教育家、2009年諾貝爾物理學獎獲得者、香港中文大學前校長高錕
政治家、2019年諾貝爾和平獎獲得者、現任埃塞俄比亞總理阿比·艾哈邁德·阿裏
清末思想家、翻譯家、教育家、復旦大學前校長、北京大學前校長嚴復
清末北洋海軍將領林永升
英國王儲查裏斯王子
中國當代著名調查記者、著名律師、作家、社會活動家劉建永
英國著名時裝品牌Miss Patina創始人汪雅婧

## 外部連結
- University of Greenwich website （页面存档备份，存于）
- Students' Union University of Greenwich website （页面存档备份，存于）
- 'BRAND', a literary magazine from the University of Greenwich
- Old Royal Naval College official website （页面存档备份，存于）

### 影片
- University of Greenwich official YouTube channel （页面存档备份，存于）
- School of Engineering at Medway YouTube channel
- Media Writing Project YouTube channel